# Hasan-i Sabbāh

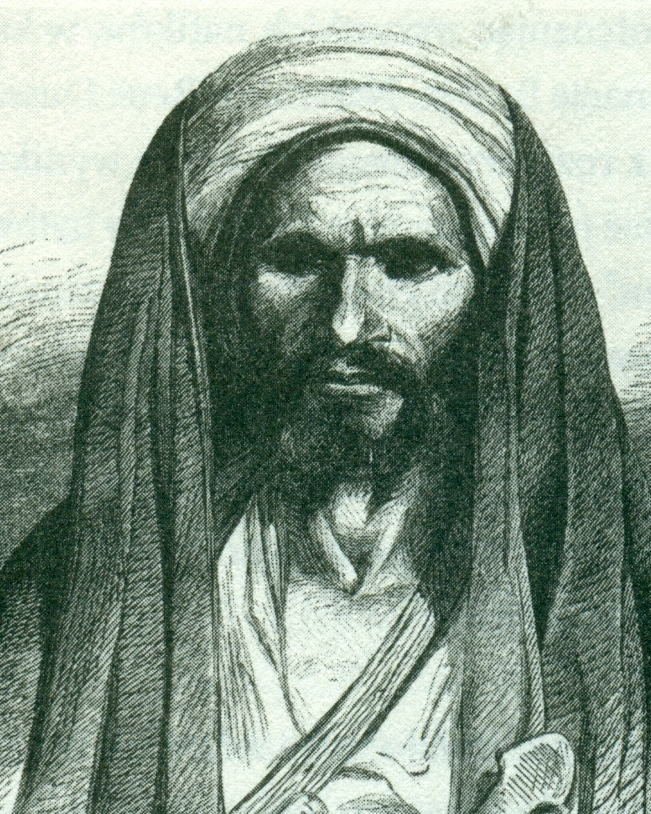
Darstellung Hasan Sabahs in einer Gravur des 19. Jahrhunderts

Hasan ibn Ali ibn Muhammad ibn Dschafar ibn Husain ibn Muhammad ibn Sabbah al-Himyari (arabisch الحسن بن علي بن محمد بن جعفر بن الحسين بن محمد بن صباح الحميري, DMG al-Ḥasan bin ʿAlī bin Muḥammad bin Ǧaʿfar bin al-Ḥusain bin Muḥammad bin Ṣabbāḥ al-Ḥimyarī; geboren um 1050 in Ghom oder Ray; gestorben am 23. Mai 1124 in Alamut), verkürzt Hasan-i Sabbah (persisch حسن صباح, DMG Ḥasan-e Ṣabbāḥ, [hæˈsæne sæˈbːɔːh], arabisch حسن الصباح, DMG Ḥasan aṣ-Ṣabbāḥ / Hasan, Nachkomme des Sabbah), war ein im mittelalterlichen Persien wirkender Missionar (dāʿī) der schiitisch-islamischen Religionsgemeinschaft der Ismailiten. Im Jahr 1094 trug er maßgeblich zur Spaltung dieser Gemeinschaft bei, als er den Zweig der Nizari-Ismailiten (Nizariten) begründete, der zahlenmäßig größten ismailitischen Glaubensgemeinschaft der Gegenwart.
Das Bild dieser historischen Person wie auch jenes der von ihr begründeten Gemeinschaft war bis weit in das 20. Jahrhundert hinein geprägt durch eine weitgehend unkritisch vorgenommene Wiederholung mittelalterlicher Legenden, die ausschließlich auf den Berichten von parteiischen Glaubensfeinden oder gar unwissenden Außenstehenden beruhte. Die Erzählung der vorherrschenden sunnitisch-islamischen Geschichtsschreibung zeichnete von Hasan-i Sabbah das Bild eines dem islamischen Glauben abtrünnig gewordenen Häretikers (mulḥid), der eine Sekte von ihm in den Okkultismus fehlgeleiteter Jünger begründet habe, die wiederholt als „die Haschischleute“ (al-Ḥašīšiyyūn) verunglimpft wurden. Unter dem daraus korrumpierten Assassinen-Begriff nahm diese Erzählung in der christlich-europäischen Geschichtsschreibung eine durch Legenden und Mythen verzerrte Form an, in der seine Person als die Erste in der Abfolge der „Alten vom Berge“ eingereiht wurde, jener mit vielen Geheimnissen umwobenen unsichtbaren Anführer der berüchtigten Attentätersekte aus dem Orient.

## Leben

### Herkunft
Hasan wurde zu einem ungenannten Zeitpunkt wahrscheinlich im persischen Ghom, vielleicht aber auch in Ray geboren. Er war arabischer Abstammung aus der Region Himyar im heutigen Jemen. Sein Vater war von dort zunächst in das irakische Kufa, dann in das persische Ghom gezogen, bis er sich schließlich endgültig in Ray niederließ. Im Alter von sieben Jahren begann Hasan sich für die Wissenschaft zu interessieren und strebte danach, ein frommer Gelehrter zu werden. Sein religiöses Bekenntnis war das der Zwölferschiiten, deren Glaubenslehre schon sein Vater anhing.

### Konvertierung
Als Siebzehnjähriger freundete sich Hasan mit dem Münzmeister Amira an, der sich zum Ismailitentum bekannte und mit dem er seither im Disput um den rechten Glauben stand. Hasan argumentierte dabei gegen das Ismailitentum, da dieses doch unter dem Verdacht stand, von der antiken Philosophie beeinflusst zu sein, die in der muslimischen Mehrheitsgesellschaft jener Zeit als heidnischer Vielgötterglaube gebrandmarkt war. Doch im fortschreitenden Disput begann Hasan seine religiösen Überzeugungen zunehmend in Zweifel zu ziehen und Argumente für das Imamat des Ismail (gest. um 760) zu finden. Als er kurz darauf von einer schweren Krankheit befallen wurde, erkannte Hasan darin eine Aufforderung Gottes zur Überdenkung seines bisherigen Bekenntnisses. Nachdem er wieder genesen war, ließ sich Hasan von dem als Sattler arbeitenden örtlichen Missionar Abu Nadschim Sarradsch das ismailitische Bekenntnis eingehender erläutern, bis er schließlich von dessen Wahrhaftigkeit (ḥaqq) überzeugt war. Während er das Bekenntnis des Vaters abstreifte, nahm er gegenüber dem Sattler in einer geheimen Sitzung das ismailitische Glaubensbekenntnis an: strengste Geheimhaltung der Lehre nach außen und Gehorsam gegenüber dem rechtgeleiteten „Anführer“ (arabisch امام, DMG imām) der Schia, dem Fatimidenkalifen von Kairo.
Von nun an war Hasan an den geheim abgehaltenen Lehrsitzungen seiner neuen Glaubensgemeinde zugelassen, den „Sitzungen der Weisheit“ (maǧālis al-ḥikma), zum Studium des inneren (bāṭin) Sinnes hinter dem äußerlichen (ẓāhir) Wortlaut der im Koran festgehaltenen göttlichen Offenbarung. Durch seine Gelehrsamkeit und früh unter Beweis gestellte fromme Lebensführung wurde er schnell für würdig befunden, eine bestimmte Position innerhalb der Hierarchie der ismailitischen Mission (daʿwa) einzunehmen. Im Sommer 1072 wurde der Obermissionar der persischen Ismailiten Abdalmalik-i Attasch während eines Aufenthalts in Ray auf Hasan aufmerksam und machte diesen zwei Jahre später zu seinem Stellvertreter. Während der kommenden zwei Jahre arbeitete Hasan in dieser Position in der persischen Hauptstadt Isfahan, um seinen Meister bei der Werbung um neue Anhänger zu unterstützen. Diese Tätigkeit musste damals bereits im Untergrund mit äußerster Vorsicht ausgeführt werden, was den politischen Umständen der Zeit, in der Hasan lebte, entsprach.
Bis zur Mitte des 11. Jahrhunderts erlebte das Ismailitentum, wie das Schiitentum im Allgemeinen, in Persien und im Irak eine etwa hundertjährige Blütezeit, ohne jegliche staatliche Verfolgung. Während dieser Zeit konnten die Missionen der Zwölfer und der Ismailiten ihren Gemeinschaften zahlreiche neue Anhänger zuführen, bis ihre Lehren als Glaubensauslegungen des Islam dominierten. Die Grundlage für die bis in die Gegenwart reichende schiitische Prägung dieser Regionen der muslimischen Welt (umma) wurde damals entscheidend geformt. Die Einwanderung von Hasans Vater nach Persien dürfte nicht zuletzt auch darin ihren Grund gehabt haben, dass dieser bereits ein bekennender Zwölferschiit gewesen war. Die Voraussetzungen für diese Entwicklung lag in der seit 945 andauernden Herrschaft der Buyiden-Dynastie begründet, die selbst persischer Abstammung war und einem schiitischen Bekenntnis anhing. Zwar war ihre Herrschaft mit dem Dienst für die sunnitische Kalifendynastie der Abbasiden legitimiert, doch tatsächlich wurden die Abbasiden von den Buyiden seither in Bagdad als Marionetten gehalten und als politische Macht neutralisiert. Als Stellvertreter (ḫalīfa) des Propheten in der Befehlsgewalt über die Gläubigen erfuhren die sunnitischen Abbasiden seitens der Schiiten jedoch keine Anerkennung.

### Wallfahrt nach Kairo
Dagegen gestaltete sich das Verhältnis der Ismailiten zum Kalifat der im ägyptischen Kairo residierenden Fatimiden von Grund auf anders. Denn die Fatimidenkalifen waren zugleich auch die anerkannten Imame ihrer Glaubensgemeinschaft, die von ihrem Standpunkt gesehen von Ali abstammend und entsprechend mit der vom Prophetenschwiegersohn vererbten göttlichen Segenskraft (baraka) und Designation (naṣṣ) ausgestattet, zum Imamat wie auch Kalifat legitimiert waren. Die Ismailiten waren in diesem Standpunkt aber ihrerseits unter den Schiiten eine Minderheit, da die mit ihnen konkurrierenden und auch zahlreicheren Zwölfer einer anderen Imamlinie anhingen, die seit geraumer Zeit in der Verborgenheit (ġaiba) existierte. Für beide schiitischen Gruppierungen aber hatten sich die Verhältnisse zur Mitte des 11. Jahrhunderts grundlegend gewandelt. Die Herrschaft der Buyiden war 1055 unter dem Druck der Westwanderung ganzer türkischer Völkerschaften aus dem zentralasiatischen Steppengebiet in den persisch-irakischen Raum hinein zusammengebrochen. Der Führungsclan der Türken, die Seldschuken, hatte sich zum Islam sunnitischer Prägung bekannt und ihre Machtübernahme nicht zuletzt mit dem Sturz der schiitischen Buyiden legitimiert. Ein Ausdruck ihres Bekenntnisses zur Sunna war seither ihr Einsatz (ǧihād) gegen jeden Anschein von Abweichlertum vom sunnitischen Islam, den nach ihrer Überzeugung rechtgläubigen Islam. Schiitische Lehren standen seither im Verdacht der Häresie und ihre Anhänger waren als glaubensabtrünnige Ketzer einer staatlich sanktionierten Verfolgung ausgesetzt. Gerade im städtischen Milieu hatten sich besonders die als Philosophen verdächtigten Ismailiten seither nur noch unter Beachtung der Prinzipien der Vorsicht (taqīya) bewegen können, die im Zweifelsfall die öffentliche Leugnung ihres Glaubens beinhalteten. Lehrsitzungen und Missionsarbeit mussten nun im Untergrund organisiert werden. Die physische Bedrohung seitens der Seldschuken wurde ein entscheidender Aspekt in der Biografie von Hasan-i Sabbah und der ismailitischen Schia in Persien.
1076 wurde Hasan von seinem Meister mit einer Reise nach Kairo beauftragt, wo er sein Studium in Lehre und Wissenschaft vertiefen sollte. In der ägyptischen Metropole hatte die ismailitische Mission ihr administratives Zentrum und als Residenz ihres Imams war sie zugleich auch ihr spirituelles Zentrum, womit eine Reise dorthin für jeden Gläubigen einer regelrechten Wallfahrt gleichkam. Das Erkennen des rechtmäßigen Imams gilt bei Ismailiten als erste Säule im Islam, womit einer Begegnung mit diesem mit einem nicht geringeren Prestige verbunden war als mit der einer Pilgerfahrt (ḥaǧǧ) nach Mekka. Dass Hasan diese jemals unternommen hätte, ist nicht überliefert. Seine Reise führte über Aserbaidschan zuerst nach Mayyafaraqin, wo er nach einem öffentlichen Disput mit anderen Gelehrten seine ismailitische Gesinnung offenbarte und deshalb vom örtlichen Richter (qāḍī) aus der Stadt verbannt wurde. Über Mossul, Sindschar und ar-Rahba weiterreisend, die Syrische Wüste durchziehend, hatte er zu Jahresbeginn 1077 die syrische Kapitale Damaskus erreicht. Dabei hatte Hasan inkognito durch Kriegsgebiet reisen müssen, hatten doch die Seldschuken in jener Zeit ihre Expansion den Euphrat überschreitend fortgesetzt und damit die direkte Konfrontation mit den Fatimiden aufgenommen. Als Hasan die Stadt betrat, war dort gerade das geschlagene Heer des türkischen Condottieri Atsiz eingezogen, der zuvor bei dem Versuch der Eroberung Ägyptens eine schwere Niederlage gegen den fatimidischen Wesir Badr al-Dschamali hatte hinnehmen müssen. Wahrscheinlich wurde hier seine Weiterreise durch zwei kurz nacheinander unternommenen Belagerungen seitens fatimidischer Heere unterbrochen, die beide erfolglos verliefen. Erst im Sommer 1078 konnte Hasan seine Reise fortsetzen. Seine nächsten Stationen führten ihn entlang der Hafenstädte Beirut, Sidon, Tyrus und Akkon bis Caesarea Maritima, von wo aus er nach einer siebentägigen Schiffspassage das Nildelta in Tinnis erreichte. Am 29. August 1078 war er schließlich Kairo angekommen.
Über Hasans Aufenthalt in Kairo berichtet seine autobiografische Überlieferung nur Oberflächliches. Von den gelehrten Autoritäten seiner Schia sei er hier mit viel Ehrerbietung empfangen worden und habe sich in Disputen deren Anerkennung ob seiner frommen Gelehrsamkeit und Redegewandtheit verdient. Nur eine persönliche Audienz bei Imam-Kalif al-Mustansir war ihm versagt geblieben, obwohl die allgemeine Anerkennung des Missionars aus Persien bis in dessen Palastgemächer vorgedrungen sei, worauf der Imam einen kurzen Briefkontakt zu Hasan aufgenommen und sich darin mehrmals lobend über ihn geäußert habe. Die verwehrte Audienz vor dem Imam wirft allerdings ein Licht auf das Verhältnis Hasans zu den politischen Autoritäten des Hofes zu Kairo. Der wahre Machthaber des Fatimidenkalifats war seit 1074 der General Badr al-Dschamali, der nach einer Ära der Anarchie das Wesirat übernommen, mit härtester Gewalt die Ordnung wiederhergestellt und damit das Überleben des Kalifats gesichert hatte. Die Person des Imam-Kalifen aber war hinter ihm zu einer bloßen Marionette zur Herrschaftslegitimierung zurückgetreten, ähnlich wie es sich schon bei den Abbasiden in Bagdad zu den Seldschuken verhielt. Im Juni 1078, kurz bevor Hasan in Kairo eingezogen war, hatte der Wesir auch das Amt des Obermissionars (dāʿī d-duʿāt) an sich gebracht, die höchste klerikale Autorität der ismailitischen Schia, obwohl er als gering gebildeter Laie über keinerlei Feingefühl für das religiöse Empfinden der Gläubigen verfügte. Die Annektierung dieses Amtes war allein machtpolitisch motiviert, führte der Weg zum Imam-Kalif doch ausschließlich über die Führsprache des Obermissionars in dessen Eigenschaft als „Pforte“ (bāb) zum Imamat. Offenbar hatte Hasan nicht nur an den Zuständen in der Missionsführung öffentlich Anstoß genommen, was ihm die Aussicht einer Audienz kostete, auch durch seine Einmischung in die Nachfolgefrage im Imamat dürfte er die Ungnade des Wesirs auf sich gezogen haben. Am Hof von Kairo hatte er sich mit dem bereits erwachsenen Prinz Nizar angefreundet, dem ältesten Sohn des al-Mustansir, und sich öffentlich für dessen Designation als zukünftiger Imam ausgesprochen. Damit aber hatte er sich einmal mehr gegen den Wesir gestellt, der zu diesem Zeitpunkt den erst vierjährigen Prinz Ahmad mit einer seiner Töchter verheiratet und dessen Nachfolge für die höchste spirituelle Würde der ismailitischen Schia gefördert hatte.
Hasans fortgesetzter Zwist mit dem Wesir, der formell zugleich auch sein Vorgesetzter in der Missionsführung war, führte im Januar 1080 schließlich zu seiner vom Rivalen befohlenen Verbannung aus Ägypten. Auf einem Schiff sollte er mit einigen „Franken“ von Alexandria aus in den fernen Westen (maġrib) verbracht werden, doch konnte er sich in der Hafenstadt seiner Bewachung entledigen und für mehrere Jahre untertauchen. Schließlich konnte er eine Schiffspassage in die Levante arrangieren, auf der er in einen schweren Sturm geriet, der ihm von Imam al-Mustansir mit der Versicherung prophezeit worden sei, dass das Schiff nicht sinken werde. Vom Sturm nach Gibelet in den Herrschaftsbereich des byzantinischen Reichs abgetrieben, steuerte es von dort St. Symeon an, den Hafen von Antiochia. Von dort über Aleppo und Bagdad weiterziehend, erreichte Hasan am 10. Juni 1083 das heimatliche Isfahan.

### Führer der persischen Ismailiten
In den folgenden Jahren war Hasan unablässig in der Werbung neuer Anhänger für den ismailitischen Imam engagiert. In dieser Zeit muss sein Vorgesetzter Ibn Attasch verstorben sein, worauf Hasan die Führung über die persische Mission an sich bringen konnte, den Sohn seines ehemaligen Meisters darin verdrängend. Sein Tätigkeitsfeld umspannte nahezu alle persischen Provinzen, die er alle persönlich bereiste, um seine Untergebenen in der Missionshierarchie zu instruieren. All dies musste im Geheimen geschehen, unter den Augen des Spitzelsystems der verhassten Seldschuken, gerade auch in Isfahan, der Hauptresidenz deren Sultans. Wohl auch als Reaktion auf die türkischen Fremdherrscher haben sich im späten 11. Jahrhundert einheimische Perser für schiitische Lehren verstärkt empfänglich gezeigt und haben sich in großer Zahl den Gemeinschaften der Zwölfer wie auch der Ismailiten angeschlossen, was sich mit zunehmendem Erfolg der Mission vor den Seldschuken nicht mehr verbergen ließ. Deren Sultan war zu jener Zeit Malik Schah I., doch als gefährlichster Gegenspieler Hasans sollte sich des Sultans regierender Wesir Nizam al-Mulk erweisen, einer der fähigsten Staatsmänner seiner Zeit und eigentlicher Architekt des Seldschukenstaates. Die spätere Legende hatte vom Verhältnis Hasans zum Wesir der Seldschuken das Bild einer lebenslangen Erzfeindschaft gezeichnet, wonach beide in jungen Jahren als Höflinge um die Gunst des Sultans Alp Arslan (gest. 1072) konkurriert hätten. Als Hasan dem Rivalen in diesem Wettstreit unterlegen war, habe er nicht nur mit seiner Loyalität zum Sultan gebrochen, sondern sei auch in die religiöse Ketzerei abgefallen und habe seither die Sultane, deren loyalen Diener Nizam al-Mulk und auch den rechtgläubigen Islam mit unversöhnlichem Hass bekämpft.
Hasans Identität als Anführer der als Ketzer gebrandmarkten Ismailiten wurde schon bald offenbart, worauf steckbrieflich nach ihm gefahndet wurde, doch konnte er sich dem Zugriff der staatlichen Obrigkeit stets aufs Neue entziehen. Auch dank der Unterstützung seiner Anhänger, die sich in unerschütterlicher Loyalität ihm gegenüber übten. Er war zur unbestrittenen Führungspersönlichkeit der Ismailiten in Persien avanciert, von denen er bald nur noch als „Unser Herr“ (sayyidnā) tituliert wurde. Als höchste präsente Autorität der Schia in diesem Teil der muslimischen Welt, im Epizentrum der seldschukisch-sunnitischen Macht, haben die Ismailiten ihr ganzes Vertrauen auf einen erfolgreichen Widerstandskampf in die Führungsfähigkeiten ihres Chefmissionars gelegt. Gemeinsam teilten sie das Schicksal einer unablässigen Verfolgung, entsprechend eng gestaltete sich die gegenseitige Bande zwischen dem Missionar und seinen Anhängern. Die formell in der Hierarchie über Hasan stehenden Autoritäten des Obermissionars und des Imams residierten dagegen nahezu unerreichbar im fernen Kairo, waren im militärischen Abwehrkampf in Syrien gebunden und konnten so ihren Anhängern in Persien kaum eine effektive Unterstützung zukommen lassen. Die schon bald einsetzende Legendenbildung rund um die persischen Ismailiten hat deren Loyalität in eine blinde Gehorsamspflicht zu ihrem Führer gedeutet, wonach sich die Jünger Hasans auf seinen Befehl hin bereitwillig mit dem Messer selbst entleibt und sich von den Mauern ihrer Festungen in den Tod gestürzt hätten. So jedenfalls die Erzählung des Bagdader Gelehrten Ibn al-Dschauzi (gest. 1201) in dessen Werk „Des Teufels Täuschungen“ (Talbīs Iblīs).
Hasans unumschränkte Autorität über seine Schia fundierte nicht zuletzt auf seiner Vorbild gebenden Lebensführung und religiösen Überzeugung. Mit dem radikalen Eifer eines Konvertiten vertrat er die Rechtmäßigkeit des ismailitischen Imamats, dessen Auslegung (taʾwīl) der göttlichen Offenbarung er sich gänzlich zu eigen gemacht hatte. Seine Gelehrsamkeit in religiösen Fragen wie auch seine Führungseignung in politischen Angelegenheiten stand außer Frage. Die von ihm in strengster Askese vorgelebte Frömmigkeit eines der Offenbarung Unterworfenen (muslim) diente seinen Anhängern als Beispiel einer vorbildlichen Lebensführung und wurde von ihnen nachgeahmt. Selbst Glaubensgegner aus den Reihen der Sunna waren nicht umhingekommen, Hasans unbedingte Befolgung des aus der Offenbarung abgeleiteten Gesetzes (šarīʿa) anzuerkennen, in dessen Einhaltung er keinerlei Kompromisse duldete und darin sich nicht selten bis ins Extreme versteigend viele seiner Zeitgenossen übertraf. Einen seiner zwei Söhne verurteilte er zum Tod, weil dieser die Gebote Gottes verletzend sich dem Weingenuss hingegeben habe.

### Der Staat von Alamut

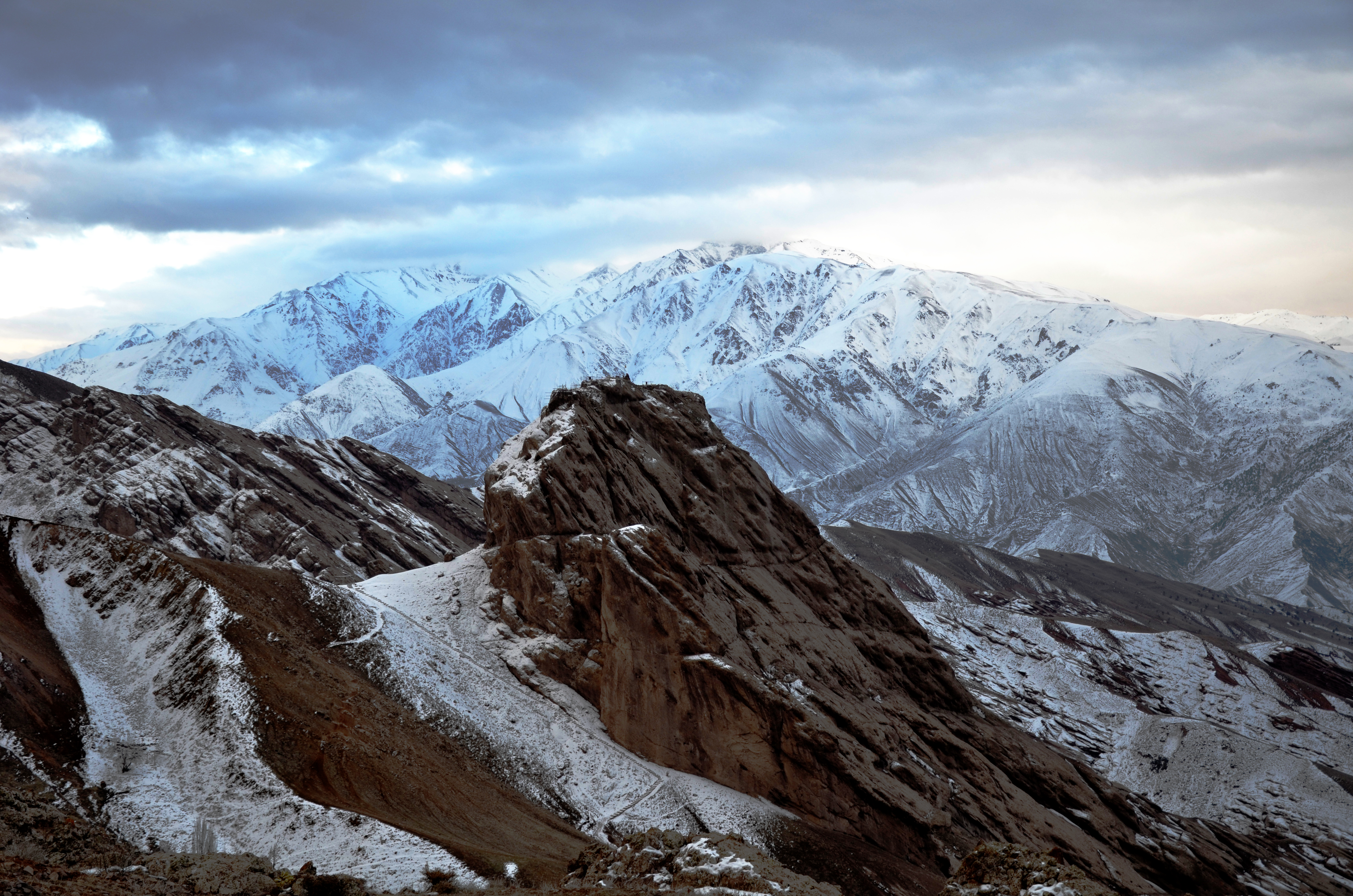
Der Fels von Alamut.

Der Verfolgungsdruck auf Hasan hatte seine Missionstätigkeit in den großen Städten wie Isfahan, Ray und Ghom schließlich unmöglich gemacht, worauf er sein Wirken auf die ländlicheren Regionen Persiens verlegen musste, wie sich die ismailitische Schia nun überhaupt zur weitgehenden Emigrierung aus dem städtischen Milieu genötigt sah. Sein Betätigungsfeld konzentrierte sich nun auf die an der Südküste des Kaspischen Meeres gelegenen Regionen Gilan, Dailam, Tabaristan und Mazadaran, die alle vom Gebirgszug des Elburs erfasst werden, dessen Täler ein sicheres Refugium für seine Gemeinde boten, da sie nicht nur abgelegen von den Herrschaftszentren der Seldschuken, sondern auch aufgrund ihrer geografischen Beschaffenheit nur schwer zugänglich waren. Schnell war es ihm gelungen, die urbanen Zentren dieser Landschaften wie Qazvin, Rudbar, Gorgan und Damgan zu Hochburgen seiner Gemeinschaft zu machen, von denen ausgehend er die Dorfgemeinschaften in den abgelegenen Tälern ebenso schnell konvertieren konnte.
Doch sein strategisches Vorgehen beinhaltete vor allem auch die Gewinnung militärischer Liegenschaften, von denen besonders Rudbar mit seinen befestigten Berggipfeln über mehrere davon verfügte, die in Zeiten der gewaltsamen Konfrontation als Rückzugsorte für die Gemeinde dienen konnten. All diese Festungen wurden von seldschukischen Besatzungen gehalten und die Ismailiten verfügten über keine militärischen Ressourcen, die sie zur Aufnahme langwieriger Belagerungen befähigt hätten. Zum Erreichen ihres Ziels hatten sie sich deshalb auf eine von Hasan erdachten Taktik verlegt, die auch zukünftig noch als Waffe im Kampf gegen Feinde angewandt wurde. Ihr erstes Angriffsziel war die Bergfestung Alamut, eine der am stärksten befestigten und auch am schwierigsten zu bezwingenden Burgen im Elburs. Doch statt eines Belagerungsheers um diese herum zusammenzuziehen, über das Hasan nicht verfügte, ließ er schrittweise deren Burgbesatzung bei jedem Personalwechsel von gläubigen Ismailiten in der Tarnung seldschukischer Söldner unterwandern. Teils war es ihm auch gelungen andere Soldaten im Geheimen zur Konvertierung zum ismailitischen Bekenntnis zu bewegen und damit auf seine Seite zu ziehen. Als seine Anhänger unter der Burgbesatzung schließlich in der Mehrheit waren verschaffte sich Hasan in der Tarnung eines Lehrers am 4. September 1090 selbst Zugang in die Festung, wo er nach außen die Kinder der Burgbesatzung unterrichtete. Als er den geeigneten Zeitpunkt für angebrochen sah, befahl er seinen Anhängern die Maskerade gegenüber dem Burgkommandanten fallen zu lassen, der überrumpelt erkennen musste, dass er seit geraumer Zeit von Feinden umgeben war. Dem Burgkommandanten als gebürtigen Aliden wurde nicht nur das Leben gelassen, er wurde von Hasan auch mit dem Kaufpreis von 3000 Golddinar für den Verlust der Festung abgefunden, worauf er mit seinen wenigen noch loyal gebliebenen Soldaten unter freiem Geleit abziehen konnte.
So war die Festung Alamut kampflos in den Besitz der Ismailiten übergegangen, die Hasan als sein neues Hauptquartier auserkor. Angeblich hatte er das „Adlernest“ (vom persischen Olah amūt) bis zu seinem Lebensende vierunddreißig Jahre später nicht mehr verlassen. Auch soll er sein dort bezogenes Haus nur zu zwei Anlässen verlassen haben und auch nur zwei Mal auf dessen Dach gestiegen sein. Nur engste Vertrauensleute und die nächsten Untergebenen in der Befehlshierarchie haben ihn dort aufsuchen dürfen, um Instruktionen zu empfangen. Ansonsten aber hatte er die Zurückgezogenheit für das Studium gelehrter Schriften und dem eigenen schriftstellerischen Schaffen verwendet. Mit dieser Form der selbst gewählten Isolation aber hatte Hasan der Legende vom unsichtbaren und geheimnisvollen Meister das Fundament gelegt. Der Habitus des zurückgezogenen, unter bescheidenen Bedingungen lebenden Asketen hatte bis in die Gegenwartsgeschichte hinein seine Nachahmer gefunden und damit entscheidend das Bild der radikalislamistischen Führerpersönlichkeit beeinflusst. Die Einnahme von Alamut war die Initialzündung zum allgemeinen Aufstand. In schneller Folge waren mit demselben Vorgehen noch weitere Festungen von seinen Gefolgsleuten okkupiert wurden, was auf eine lange im Voraus erfolgte strategische Planung schließen lässt. Die Taktik der Infiltrierung blieb nicht auf die Inbesitznahme bestimmter Ortschaften beschränkt. Wie es sich herausstellte, war es Hasan in den vorangegangenen Jahren gelungen, einige Regionalstatthalter zur Konvertierung zum Ismailitentum zu bewegen, die nach dem Gewinn von Alamut auf seine Weisung hin ihre Loyalität zum Seldschukensultan aufgaben und diese nun zu ihm bekannten. Im Handstreich war ihm damit die Inbesitznahme eines kompakten Herrschaftsterritoriums einschließlich mehrerer Festungsanlagen gelungen, womit er faktisch einen regelrechten Ismailitenstaat im heutigen Nordiran begründete. Die Separierung eines eigenen Fürstentums mit dem Anspruch an Souveränität gegenüber dem Seldschukensultanat war allerdings nicht die Zielsetzung Hasans. Seine Aktivitäten wurden von ihm wie auch seinen Anhängern als eine Widerstandsbewegung gegen eine verhasste Fremdherrschaft begriffen, mit dem Endziel, diese und in letzter Konsequenz auch das sunnitische Abbasidenkalifat zu beseitigen. Die Werbung für seinen Imam als den allein rechtmäßigen Kalifen beständig weiterführend, hatte Hasan seinen Einfluss in ganz Persien weiter geltend gemacht. Weitere Festungen und ganze Landstriche konnten seine Anhänger in der Gebirgsregion Quhestan im heutigen Ostiran gewinnen. Und auch einige Positionen rund um die Hauptstadt Isfahan unterstanden bald seiner Befehlsgewalt.

### Opferbereitschaft

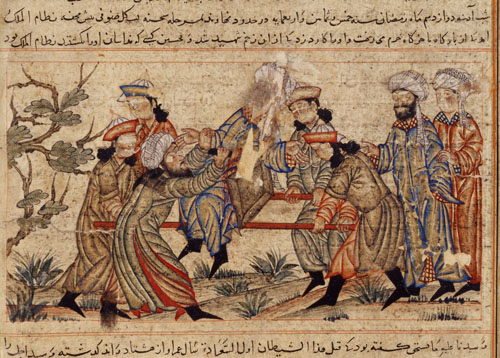
Darstellung der Ermordung des Wesirs Nizam al-Mulk in einer persischen Ausgabe der Chronik des Raschid ad-Din, frühes 15. Jahrhundert. Museumsbibliothek des Topkapı-Palastes (TSMK H. 1653, fol. 360v).

Das Aufkommen einer gegen sie gerichteten schiitischen Opposition konnte von den Seldschuken nicht ohne Reaktion hingenommen werden. Schon im Jahr nach der Einnahme von Alamut wurde von Wesir Nizam al-Mulk ein Heer zu dessen Rückeroberung ausgesandt. Weil zu diesem Zeitpunkt die Vorratskammern der Festung noch nicht aufgefüllt waren, drohte die Widerstandskraft der Verteidiger wegen des schnell einsetzenden Nahrungsmittelmangels tatsächlich schnell zu schwinden. Doch war es Hasan gelungen, den Durchhaltewillen seiner Leute aufrechtzuerhalten. Unter anderem mit einem von ihm fingierten Brief des Imams al-Mustansir, der die Gemeinschaft zum unbedingten Durchhalten aufforderte. Schließlich waren es die Seldschuken, die sich zurückziehen mussten, nachdem deren Vorräte zu Neige gegangen waren. Schon 1092 folgte ein zweiter Angriff auf Alamut, doch dieses Mal waren die Ismailiten besser zur Verteidigung vorbereitet. Während das feindliche Heer vor Alamut lagerte, zermürbten die in Wehrgemeinschaften organisierten Bewohner der Täler durch schnell ausgeführte nächtliche Guerillaangriffe den Kampfwillen des Feindes. Außerdem unterbanden sie dessen Lebensmittelversorgung, so dass er wie schon im Jahr zuvor einmal mehr die Belagerung aufgeben und sich zurückziehen musste.
Der Angriff des Jahres 1092 war Bestandteil einer größeren von Nizam al-Mulk orchestrierten Offensive gegen Widerstandsnester. Parallel zu Alamut hatte er auch gegen die Ismailiten von Quhestan ein Heer ausgesandt, das deren Hauptquartier, die Burg von Dara bei Tabas, belagerte. Trotz aller Abwehrerfolge der vergangenen zwei Jahre war Hasan zu der Einsicht gelangt, dass unter dem andauernden militärischen Druck der Zusammenbruch der von ihm geführten Bewegung drohte. Seine Gefolgsleute mögen sich auf die Verteidigung von Höhenburgen und Guerillaaktionen in schwer zugänglichen Talregionen verstanden haben, doch für offene Feldschlachten gegen den deutlich besser gerüsteten Gegner fehlte ihnen jede militärische Schulung, noch waren sie für solche Konfrontationen zu wenig zahlreich. Hasans Antwort darauf war die Anwendung einer ökonomischeren Kriegsführung, in welcher der Feind mittels einer schnell ausgeführten Aktion direkt an seinem Haupt getroffen werden sollte. Am 14. Oktober 1092 ließ der Wesir Nizam al-Mulk während einer Inspektionsreise sein Nachtlager bei der Ortschaft Sahneh in der Nähe von Nehawand aufschlagen. Als er sich hier beim Anbruch des Abends in seiner Sänfte liegend von seinem Palastzelt zu seinem Privatzelt tragen ließ, trat ein junger Sufi, ein gewisser Bu Taher aus Arran in der Provinz Dailam, an die Sänfte heran. Als der Wesir, den vermeintlichen Bittsteller gönnerisch empfangend, den Vorhang lüftete, zog dieser unverzüglich ein in seinem Gewand verborgenes Messer und stach damit zielgerichtet auf den Wesir ein, der augenblicklich an der zugefügten Wunde verblutete. Der Tod seines Erzfeindes soll von Hasan mit nur einem Satz kommentiert worden sein:

„Die Ermordung dieses Satans ist der Anfang der Glückseligkeit!“

Das erfolgreiche Attentat auf den führenden Staatsmann des Seldschukenreichs hatte dieses in einen Schock versetzt; alle militärischen Aktivitäten gegen die Ismailiten wurden augenblicklich eingestellt und deren Überleben damit gesichert. Das „historische Glück“ wollte es, dass nur wenige Wochen später im November 1092 auch Sultan Malik Schah I. starb. Die Eintracht der Seldschuken untereinander hatte damit ein Ende gefunden, als nun die Söhne des Sultans Ansprüche auf den Thron anmeldeten und sich gegenseitig zu bekämpfen begannen. Vom schlimmsten Verfolgungsdruck befreit, schürten die Ismailiten den Zwist unter ihren Feinden beständig weiter, indem sie in schneller Folge weitere Attentate gegen dessen Führungskader ausführten. Jeder Anschein eines Aufkommens neuerlicher Eintracht unter dem Feind musste unterbunden werden. Bald blieben die Anschläge nicht auf politische Autoritäten beschränkt, auch lokale Vertreter des Staates wie Polizeibeamte und Richter, oder auch religiöse Führer der Sunna wurden nun erklärte Ziele, sobald sie in ihren Predigten besonders eifrig gegen das Ismailitentum argumentierten, oder in ihren Gutachten (fatwā) deren Glaubensauslegung als ketzerisch deklarierten.
Das politische Attentat stellte eine Neuerung im Repertoire zur Auseinandersetzung der ismailitischen Schia mit ihren Feinden dar. Das Streben der Gemeinde und ihrer Führer um die politische Vorherrschaft in der muslimischen Welt hatte zuvor nur die üblichen Mittel der Propaganda, Vorbereitung zum Aufstand und natürlich die direkte militärische Konfrontation gekannt. Die Schwächung des Feindes durch die zielgerichtete Eliminierung seiner Führungskader aber ist erst von Hasan ersonnen und zur Anwendung gebracht wurden. Die Assoziierung des politischen Attentats mit der von ihm angeführten Anhängerschaft hatte schnell die Meinungsbildung der Mehrheitsgesellschaft des Nahen und Mittleren Ostens über sie beeinflusst. In Kombination mit der von ihnen schon oft geübten Fähigkeit der Infiltration hatte es der Gemeinschaft ein höchst eigenes Charakteristikum verliehen, für das sie über die Grenzen Persiens hinaus berühmt-berüchtigt wurden, was nicht zuletzt auch in der Gestaltung der Tatausführung begründet lag. Die von Hasan ausgesandten Attentäter schlugen üblicherweise zur Tageszeit, oder in Anwesenheit mehrerer Zeugen zu. Als häufig von ihnen gewählte Tatorte wurden Zentralmoscheen ausgewählt, wo sie anlässlich der Freitagspredigt aus der Menschenmenge heraus zuschlagen konnten. Die Anwesenheit einer Leibwache war nicht unerwünscht. Als Tatwerkzeug diente immer nur ein Messer, weshalb die Täter also mindestens bis auf Armeslänge an das ausgewählte Ziel vordringen mussten. Mit diesem Vorgehen war die Erzeugung eines psychologischen Terrors auf den Feind beabsichtigt, der sich zu keiner Tageszeit sicher fühlen durfte, egal wo er sich auch befand und mit wie vielen Leibwächtern er sich umgab. Diese so suggerierte Macht der allgegenwärtigen Bedrohung wurde regelmäßig in spektakulären Anschlägen demonstriert. So ermordete beispielsweise am 8. August 1100 ein Attentatskommando einen hochgestellten Minister im Sultanspalast von Isfahan, nur wenige Schritte von den Privatgemächern des anwesenden Sultans Muhammad I. Tapar entfernt. Dieses Szenario wiederholte sich am 16. Mai 1116, als im Sultanspalast von Bagdad der Emir Ahmadil al-Kurdi in Anwesenheit mehrerer hoher Würdenträger des Staates von einem dreiköpfigen Kommando erdolcht wurde.
Als letzte Konsequenz dieses Vorgehens wurde von den Attentätern ein hohes Maß an Opferbereitschaft vorausgesetzt. Die überlieferte Berichterstattung der feindlich eingestellten Sunna hatte darin ein ketzerisches, weil die Gebote des Islams verletzendes Streben zum gewollten Suizid erkannt, durch den sich die Attentäter den Zugang zum himmlischen Paradies erhofft hätten. Diese Behauptung diente zuallererst der Unterstellung der Häresie, verselbstständigte sich schnell und fand sogar Eingang in die Berichterstattung christlicher Autoren, womit sie endgültig ein Bestandteil der mit den Ismailiten behafteten „schwarzen Legende“ wurde. Tatsächlich war die von den Attentätern abverlangte Opferbereitschaft nicht mit einer Aufforderung zum bewussten Freitod verbunden. Der Zustand des paradiesischen Urzustandes des Glaubens zu Gott konnte nach Überzeugung der Ismailiten auch nur allein durch die Eingebung ihres Imams erfolgen. Nichtsdestotrotz war die Möglichkeit des eigenen Todes von einem Attentäter bei der Tatausführung in Kauf zu nehmen, besonders dann, wenn das ausgewählte Ziel über eine Leibwache verfügte. Eine Fluchtplanung spielte in der Tatvorbereitung auch nur eine nachgeordnete Rolle; Priorität hatte die Eliminierung der Zielperson. Schon der erste „Opferbereite“ (fidāʾī) war auf seiner Flucht über einen Zeltstrick gestolpert, deshalb von der Garde des Nizam al-Mulk eingeholt und sofort getötet wurden. Die Möglichkeit des eigenen Todes wurde von den Ismailiten als ultimative Demonstration der persönlichen Reinheit im Glauben an den rechtgeleiteten Imam verstanden, in dem der Gläubige als „Blutzeuge“ (šahīd) mit einem Martyrium sein Bekenntnis zu diesem unmissverständlich beweisen konnte.
Dieser besondere Ausdruck der Opferbereitschaft, die in anderer Form in nahezu allen Glaubenskonzepten zu finden ist, in der die Ismailiten für Außenstehende unerklärlich scheinbar bereitwillig auf Befehl ihres Meisters den Tod auf sich nahmen, hatte schon zeitgenössische Beobachter auf diverse Erklärungsversuche versteigen lassen. Nicht wenige erklärten sich dies durch eine in Hasan-i Sabbah innewohnenden Zauberkraft, mittels der er seine Anhänger zu Werkzeugen seines Willens machte, die in Befolgung seiner Befehle bedenkenlos den eigenen Tod in Kauf nahmen. Solche Überlegungen blieben nicht auf die wiederholten Attentate beschränkt, auch der ungeachtet aller Verfolgungsmaßnahmen ungebrochene Zustrom an Gläubigen für die ismailitische Lehre, die längst schon von den religiösen Autoritäten als Ketzerei verdammt war, wurde damit erklärt. Neben einer ominösen Zauberkraft mutmaßte etwas später der Gelehrte Ibn al-Dschauzi (gest. 1201), die Verabreichung eines Gebräus mit halluzinogener Wirkung stecke hinter dem Geheimnis, mit denen Hasan-i Sabbah seine Anhänger in willenlose Empfänger seiner Befehle verwandelt habe. Mit dieser Meinung ist Ibn al-Dschauzi in der muslimischen Geschichtsschreibung zwar allein geblieben, doch waren die Ismailiten des nizaritischen Zweigs zu diesem Zeitpunkt schon längst auch als „Haschischleute“ (al-Ḥašīšiyyūn) verschrien, so dass die Unterstellung zum Drogenkonsum schnell auf der Hand lag. Durch die von Marco Polo in den europäischen Westen vermittelten fantastischen Erzählungen über den „Alten vom Berge“, wurde auch dieser Aspekt ein Bestandteil der rund um die Ismailiten gestrickten „schwarzen Legende“, die diese Gemeinschaft noch bis ins 20. Jahrhundert hinein umgab. Das hinter dem Geheimnis der zunehmenden Verbreitung der ismailitischen Lehre die missionarische Überzeugungskraft des Hasan-i Sabbah und hinter der Opferbereitschaft seiner Anhänger deren religiös fundierter Fanatismus gestanden haben mögen, wurde von den schreibenden Beobachtern jener Zeit nur beiläufig berücksichtigt.

### Das ismailitische Schisma
Die Geschichtsschreibung der muslimischen Welt des Orients im letzten Jahrzehnt des 11. Jahrhunderts ist von einer Aneinanderreihung von Zäsuren geprägt. Der Beginn der christlich-europäischen Kreuzzugsbewegung fällt in diese Zeit und mit ihr die ab 1097 einsetzende Etablierung christlicher Feudalstaaten entlang der Levanteküste, die wie ein Keil die muslimische Welt in zwei geographische Räume teilten. Begünstigt wurde diese Landnahme durch einen zeitgleich einsetzenden Zersetzungsprozess innerhalb der zwei bedeutendsten muslimischen Mächte jener Zeit, die der Seldschuken und der Fatimiden. Der Zusammenbruch der inneren Geschlossenheit der Ersteren war von dem von Hasan entsandten Attentäter des Nizam al-Mulk im Jahr 1092 entscheidend befördert wurden. Aber auch an der Erodierung der fatimidischen Macht hatte der Missionar einen nicht geringen Anteil.
Die politische Macht der ismailitischen Glaubensgemeinschaft hatte im Fatimidenkalifat ihre staatstheoretische Manifestation erfahren. Der Kalif der Fatimiden war ex officio auch der Imam der Ismailiten. Doch während das Kalifat auf Ägypten, Syrien und in Teilen der arabischen Halbinsel territorial begrenzt war, war die dem Imam folgende Schia in allen Regionen der muslimischen Welt präsent, in Persien angeführt von Hasan-i Sabbah. Der Zusammenhalt der Ismailiten äußerte sich also in der Anerkennung eines gemeinsamen spirituellen Oberhaupts, dem rechtgeleiteten „Vorsteher“ (imām). Diese Anerkennung fußte auf der Überzeugung von der Designation (naṣṣ) des Inhabers dieser Würde durch seinen Vorgänger. Das Imamat der Ismailiten wurde und wird dynastisch vererbt; seine Inhaber werden als direkte Nachkommen des Ali und der Prophetentochter Fatima angesehen, woraus sich ihre Legitimation ableitet. Von Hasan-i Sabbah, der stellvertretend für die persische Glaubensgemeinde sprach, wurde das Imamat des al-Mustansir vorbehaltlos anerkannt, auch wenn zwischen dem Missionar und dem Imam in der klerikalen Hierarchie noch der Obermissionar stand, der allmächtige Wesir Badr al-Dschamali, zu dem Hasan seit seinem Aufenthalt in Kairo eine ablehnende, ja feindselige Haltung pflegte. Im Frühjahr 1094 war der verhasste Wesir gestorben, doch war ihm in beiden Ämtern dessen Sohn al-Afdal Schahanschah nachgefolgt, der an der Politik des Vaters nahtlos anknüpfte, die eine Kontrolle über den Imam-Kalif beinhaltete. Im Dezember desselben Jahres war schließlich auch al-Mustansir gestorben und der Wesir sorgte in einer schnellen staatsstreichartigen Aktion für die Inthronisierung des jungen Prinzen Ahmad, der auch sein Schwager war, unter dem Herrschernamen al-Mustali. Angeblich habe dieser zuvor die legitimierende Designation des Vaters als Nachfolger erhalten. Prinz Nizar aber, der Erstgeborene des verstorbenen Imam-Kalifen, behauptete eine derartige Designation schon Jahre zuvor erhalten zu haben und erhob seinerseits einen Anspruch auf den Thron. Es dauerte nicht ein Jahr, da war der Nachfolgekampf in Kairo entschieden. Der unterlegene Prinz Nizar wurde vom Wesir gefangen genommen und in einen Kerker gesperrt, in dem er bald den Tod fand.
In seinem Hauptquartier im fernen Alamut hatte Hasan auf die Ereignisse in Kairo keinen direkten Einfluss nehmen können, doch konnte eingedenk der während seines Aufenthalts dort geknüpften persönlichen Nähe zu Prinz Nizar dessen Untergang nicht ohne eine Reaktion von ihm hingenommen werden. Laut seiner Autobiografie soll Hasan seit seiner Zeit in Kairo von der Designation zugunsten des Nizar überzeugt gewesen sein, ungeachtet des Umstandes, dass ihm damals eine persönliche Unterredung mit al-Mustansir verwehrt geblieben war. Inwiefern seine Haltung von der persönlichen Feindschaft zur Wesirsfamilie beeinflusst war, muss ungeklärt bleiben. Jedenfalls musste die Thronfolge in Kairo von seinem Standpunkt gesehen einer Usurpation entsprochen haben, die einen falschen Imam an die Spitze der ismailitischen Shia befördert hatte, während am rechtmäßigen Imam ein schändlicher Mord begangen wurde. Die Gefolgschaft zum rechtmäßigen Imam war und ist essenziell für einen gläubigen Ismailiten, den nur ein rechtgeleiteter Imam garantiert die Teilhabe des Gläubigen am inneren/wahren Sinn der im Koran festgehaltenen göttlichen Offenbarung. Doch als rechtgeleiteter Imam konnte nur jener anerkannt werden, dem die Designation des Vorgängers galt. Der Tod des Nizar konnte nicht als ein Argument zugunsten eines Imamats des al-Mustali herangezogen werden, kann die Vererbung der Würde doch nur in strengster dynastischer Linearität vom Vater auf den Sohn erfolgen. Nun sollte sich die tatsächliche Macht des Hasan-i Sabbah auf seine Gefolgschaft offenbaren, als er in Alamut die Nachfolge des al-Mustali an der Spitze der Glaubensgemeinschaft öffentlich als Usurpation verurteilte und als unrechtmäßig zurückwies. Statt diesem sei Nizar der allein rechtmäßige, weil designierte Imam und folglich könne die Gemeinschaft auch nur von ihm, oder einem von ihm abstammenden Imam geführt werden. Die gesamte persische Glaubensgemeinde stellte sich geschlossen hinter die Erklärung ihres langjährigen Anführers, der seine Loyalität zur Missionsführung in Kairo aufkündigte. Damit hatte die bis heute anhaltende Spaltung der ismailitischen Schia ihren Anfang genommen, denn die Glaubensgenossen in Ägypten und dem Jemen erkannten die Nachfolge des al-Mustali als vollendete Tatsache an. Beide so entstandenen Splittergruppen behielten die ismailitische Glaubensverfassung bei, als deren Bewahrer sich jede von ihnen begriff, nur dass beide Gruppierungen nun je einer eigenen Imamlinie folgten.
Für Hasan war die Loslösung seiner Gemeinde von der Missionsführung in Kairo mit einem nicht unwesentlichen Problem einhergegangen. Ihr anerkannter Imam Nizar war tot, was Fragen ob der Existenzberechtigung der Gemeinschaft aufwarf. Hasan ging dieser Frage aus dem Weg, indem er sich auf eines bei den Ismailiten schon einmal bewährtes Konzept besann, indem er das Imamat als in die Verborgenheit (ġaiba) getreten deklarierte. Einstweilen aber musste seine unumstrittene Führungsautorität als Garant (ḥuǧǧa) für die Existenz des verborgenen Imams den Zusammenhalt der noch jungen „Anhängerschaft des Nizar“ gewährleisten, doch konnte ein physisch abwesendes Imamat keine Dauerlösung bleiben, da es mit dem Anspruch auf die Fortführung des wahren Ismailitentums nicht zu vereinbaren war, dass ein präsentes Imamat verlangte. Zu Lebzeiten Hasans sollte diese Frage ungeklärt bleiben. Erst 1164 sollte das nizaritisch-ismailitische Imamat in Alamut in der Person des Imams Hassan II. aus seiner Verborgenheit hervortreten, der als Urenkel des Nizar galt. Der nizaritischen Geschichtsschreibung folgend sei es Hasan-i Sabbah während des Thronkampfes in Kairo 1094/95 gelungen einen Sohn des Nizar nach Alamut zu evakuieren, womit die Fortführung des Imamats gewährleistet blieb.

### Assassinen
Die Spaltung der Ismailiten in zwei konkurrierende Fraktionen hatte Hasan-i Sabbah zum politischen Führer eben einer dieser befördert, die zur klareren Abgrenzung als Nizari-Ismailiten, oder auch als Nizariten zu bezeichnen ist. In dieser Funktion hatte sich sein räumlicher Einfluss über die Grenzen seiner persischen Heimat hinaus erweitert. Denn nicht nur hier haben sich Ismailiten zu dem von ihm unterstützten Imamat des Nizar bekannt. Ein bedeutendes Zentrum des Ismailitentums stellte Syrien dar, wo es seit je her vertreten war und wo ihre Mission einst ihren Ausgang genommen hatte. Im Unterschied zu Persien hatte sich die Schia hier bei Ausbruch des Schismas 1094 zu beiden Fraktionen hin aufgeteilt. Dem Mustali-Zweig schloss sich die Mehrheit an, doch stellten die Nizariten hier seither eine bedeutende Minderheit. Beide Fraktionen trafen hier also unmittelbar benachbart in Feindschaft aufeinander, da jede von ihnen die Rechtmäßigkeit des Imamats des jeweils anderen als Usurpation ablehnte. Zugleich hatten sich beide Zweige hier der Verfolgung der herrschenden Seldschuken zu erwehren. Die Lage verkomplizierte sich 1097 mit der Ankunft der christlichen Kreuzritter aus Europa, die mit dem von ihnen begründeten Königreich Jerusalem einen geopolitischen Keil zwischen Syrien und Ägypten schoben. Für die Sache der Nizariten hatte dies zum Vorteil gereicht, hatten die Christen doch die in Kairo ansässige Führung ihrer Gegner von Syrien abgeschnitten, während von Persien aus alle Verbindungswege offenblieben. Hasans Mission konnte dadurch bei aller Rücksicht auf die übliche Vorsicht vor den Seldschuken in Syrien konkurrenzlos wirken und die Anhängerschaft seiner Schia vergrößern. Die geografische Distanz zu Persien hatte der syrischen Nizaritengemeinde zu einer gewissen Autonomie verholfen. Mit der Ankunft der Kreuzritter hatten sie sich mit anderen politischen Voraussetzungen auseinanderzusetzen als ihre Glaubensbrüder in Persien. Und doch wurde auch von ihnen die Führungsautorität Hasans als Garant des verborgenen Imams anerkannt. Die Führung der syrischen Nizariten wurde bald unter der Leitung eines Obermissionars zusammengefasst, der hierarchisch dem Garanten unterstellt und von diesem ernannt wurde. Die meisten Führer der syrischen Nizariten waren auch Perser, die in Syrien die schon in ihrer Heimat erprobten Praktiken einführten. Das erste Attentat wurde hier am 1. Mai 1103 in Homs ausgeführt.
Von Kairo ist das Schisma und das Ausgreifen der nizaritischen Konkurrenz in Syrien mehr als zwei Jahrzehnte lang unkommentiert geblieben. Das schrumpfende Fatimidenkalifat hatte seine ganze Konzentration auf den Abwehrkampf gegen die Kreuzritter gerichtet. Erst die Ermordung des Wesirs al-Afdal Schahanschah am 11. Dezember 1121 nötigte den Hof zu Kairo zu einer Stellungnahme. Der Mord wurde offiziell den Nizariten angelastet, was diese bereitwillig auch für sich deklarierten, hatte doch das Opfer aus ihrer Sicht die Hauptverantwortung für das Schisma getragen. Doch vermuteten einige auch einen palastinternen Umsturz, indem sich der Kalif al-Amir seines übermächtigen Wesirs entledigen wollte und sein gegen die Nizariten gerichteter Verdacht davon ablenken sollte. Al-Amir war seinem 1101 verstorbenen Vater al-Mustali in der Würde des Kalifen nachgefolgt und als neuer Imam des Mustali-Zweigs übernahm er auch dessen Anspruch auf die Alleinvertretung aller Ismailiten. Vom Standpunkt der Nizariten galt er gleichfalls als illegitimer Usurpator, während sie selbst von seinem Standpunkt aus gesehen als Abtrünnige galten. Die Abwälzung der Verantwortung am Mord an dem Wesir, hatte al-Amir zu einer ausführlicheren Stellungnahme veranlasst gesehen, in der er die Rechtmäßigkeit seines Imamats und Handlungsweise des Wesirs im Jahr 1094 gegen den Standpunkt der Nizariten zu verteidigen beabsichtigte. Ein im Dezember 1122 erstelltes Gutachten der freilich ihm wohlgesinnten geistlichen Autoritäten von Kairo hatte die Existenz der Designation seines Vaters für die Nachfolge des Großvaters bestätigt, die Falschheit des einst von Nizar erhobenen Anspruchs herausgestellt und damit das Handeln des al-Afdal Schahanschah postum legitimiert. Zugleich wurde damit der Anspruch des al-Amir auf das Imamat als rechtmäßig bestätigt. Als Sendschreiben publiziert, wurde dieses Gutachten, die „Amir’sche Rechtleitung“ (al-Hidāya al-āmirīya), an die Anhängerschaft des al-Amir in Syrien adressiert. Aber auch nach Alamut – „im hintersten Chorasan“ – wurde sie übermittelt, dessen dortige Führung sich ob ihrer Opposition gegen sein Imamat erklären sollte. Laut dem später über diese Vorgänge detailliert schreibenden Chronisten Ibn Muyassar (gest. 1278) wurde diese Aufforderung an Hasan-i Sabbah persönlich adressiert, der sein Eintreten für das vermeintlich illegitime Imamat des Nizar erklären, oder gleich ganz aufgeben und gemeinsam mit seiner Anhängerschaft zur „Wahrheit“ (ḥaqq) zurückkehren sollte, also unter die Botmäßigkeit des al-Amir, womit eine Wiedervereinigung der Ismailiten herbeigeführt werden sollte.
Der geistliche Führer von Alamut, der namentlich nicht in Erscheinung tritt, aber wohl nur mit Hasan-i Sabbah zu identifizieren ist, hatte unter dem Sendschreiben – „wo noch Platz war“ – eine kurze Antwort notiert und nach Kairo überbringen lassen. Das Gutachten wurde darin als nichtig deklariert und damit auch die Legitimität des Imamats der Mustaliten; die Spaltung der Ismailiten wurde damit zusätzlich zementiert. Noch im Jahr 1123 reagierte al-Amir auf diese Absage mit der Aufnahme des propagandistischen Kampfes gegen die Konkurrenz aus Persien, wozu er seinen Anhängern in Syrien mit der Kampfschrift „Das Einschlagen der bezwingenden Blitze – Widerlegung der Argumente der Niederträchtigen“ (Īqāʿ ṣawāʿiq al-irġām fī idḥāḍ ḥuǧaǧ ulaʾika l-liʾām) genauste Instruktionen zukommen ließ. Interessant ist die in dieser Schrift gebrauchte Wortwahl des al-Amir, der darin die Nizariten gleich zwei Mal als „Haschischleute“ (al-Ḥašīšiyyūn) verunglimpfte, womit er sich für den frühsten bekannten Gebrauch dieses Begriffs in Verbindung mit den Nizariten verantwortlich zeichnete. Gerade im nahöstlichen Raum wurde diese Diffamierung allgemeingebräuchlich im Bezug auf die Nizariten, mit einem entsprechenden Niederschlag in der schreibenden Zunft jener Zeit. Bei den in unmittelbarer Nachbarschaft lebenden Christen der Kreuzfahrerstaaten ist diese Gruppierung dann auch ausschließlich unter der aus dem Arabischen in ihr Latein übernommenen Korruption dieses Begriffs bekannt geworden. Wegen dessen fortlaufender Assoziation mit der ominösen Mördersekte aus dem Orient, ist dieser Begriff in allen romanischen Sprachen und im Englischen als Wort für „Attentäter/Attentat“ eingegangen. Die Nizariten haben erst nach dem Ableben des Hasan-i Sabbah in ihrer ganz eigenen Art eine Antwort darauf gegeben, als eines ihrer Attentatskommandos am 7. Oktober 1130 al-Amir während eines Ausritts in Kairo ermordete.

### Späte Jahre
In den Wirren des im Jahr 1092 ausgebrochenen Bruderkrieges unter den Seldschuken, hatte die von Hasan-i Sabbah angeführte Bewegung weiter prosperieren und in ganz Persien neue Positionen gewinnen können. Im Oktober 1096 wurde die zweite große Festung in Dailam gewonnen, jene von Lamassar, 1100 gefolgt von Gerdkuh bei Damgan, die beide in Stärke jener von Alamut in nichts nachstanden. Ebenfalls in das Jahr 1100 fiel ganz zur Demütigung der Seldschuken gereichend die Einnahme der Burg Schah-Dez („Königsburg“) durch die Nizariten, die nur wenige Kilometer von der Hauptstadt Isfahan entfernt lag, wofür sich ein Sohn von Hasans altem Lehrmeister Ibn Attasch verantwortlich zeichnete. Parallel dazu wurden unablässig weitere Attentate gegen die Führungskader der Seldschuken verübt. Die militärische Schlagkraft der Seldschuken wurde durch Infiltration ganzer Regimenter ihres Heeres mit Nizariten unterminiert. Die Reaktion folgte auf das Ende des Bruderkriegs 1105, nachdem sich Sultan Muhammad I. Tapar als Alleinherrscher durchsetzen konnte. Am 25. Juli 1107 gelang ihm nach langem Kampf die Rückeroberung von Schah-Dez. Während der zweimonatigen Belagerung hatte der Sultan die Gelegenheit eines interkonfessionellen Dialogs mit den Nizariten wahrgenommen. In diesem Disput versicherten deren Vertreter in einem von ihnen erstellten Gutachten (fatwā) den Religionsgelehrten des Sultans die absolute Unterwerfung (islām) der Anhänger ihrer Schia unter die vom Propheten übermittelte Offenbarung Gottes in Befolgung der daraus abgeleiteten Gebote (šarīʿa). Ihr Glaube würde sich von dem der Sunna anhängenden Unterworfenen (muslimūn) nicht grundlegend Unterscheiden, allein in der Frage der rechtmäßigen Führerschaft über die Gesamtgemeinde würde ein Dissens bestehen. Damit war vor allem eine Zurückweisung des Vorwurfs der Häresie beabsichtigt, doch wurde diese Erklärung von der Gegenpartei als nicht der Wahrheit entsprechend abgelehnt, womit der Disput ohne Ergebnis endete. Nach dem Fall der Burg wurden alle gefangen genommenen Nizariten als Ketzer und Rebellen exekutiert, darunter der Sohn des Ibn Attasch.
Auch gegen Alamut wurden in den Jahren 1108 und 1109 neuerliche Offensiven gestartet, doch konnten sich die Nizariten hier stets erfolgreich verteidigen. Anlässlich der 1109 unternommenen Belagerung wurde auch hier ein religiöses Streitgespräch geführt, an dem Hasan-i Sabbah persönlich teilgenommen haben dürfte. Es endete wie schon bei Schah-Dez ohne Ergebnis. Das gesamte Mittelalter hindurch sollten die Nizariten, wie Ismailiten im Allgemeinen, als Konsequenz der im 11. und 12. Jahrhundert sich verhärtenden dogmatischen Fronten mit dem Geruch der Ketzerei behaftet bleiben. Die Anerkennung ihrer theologischen Zugehörigkeit zum „Haus der Unterwerfung“ (dār al-islām) blieb für Hasan-i Sabbah zeit seines Lebens unerreicht. Einer der schwerwiegendsten gegen ihn persönlich gerichteten Vorwürfe war die Unterstellung, Propaganda für eine neue Religion zu betreiben. Entsprechend fiel das Urteil über ihn und seine Anhänger in der damals vorherrschenden Geschichtsschreibung aus, in der er zum Erzhäretiker par excellence stilisiert wurde und seine Anhänger als von ihm fehlgeleitete Sektierer galten. Erst in der beginnenden Neuzeit, nach dem Ende der türkischen und mongolischen Fremdherrschaft, wurde seiner Schia zumindest im Persien der einheimischen schiitischen Safawiden-Dynastie diese Anerkennung verbrieft. Sie existiert bis heute mit einem physisch präsenten Imamat, dem seit dem späten 19. Jahrhundert die Mehrzahl aller Ismailiten anhängen. Die erfolgreiche Formierung der Schia der Nizari-Ismailiten stellt damit zweifelsohne das nachhaltigste und folgenschwerste Resultat im historischen Wirken des Hasan-i Sabbah dar.
In den Sommermonaten 1117 starteten die Seldschuken ihre letzte groß angelegte Offensive gegen die Nizariten; Alamut und Lamassar wurden zeitgleich unter Belagerung versetzt. Und wie schon im Jahr 1092 wurde der drohende Untergang durch einen Tod vereitelt. Nachdem am 18. April 1118 Sultan Muhammad I. gestorben war, zerstreuten sich die feindlichen Heere und das Sultanat zerfiel erneut und nun endgültig in den Nachfolgekämpfen der späten Seldschuken. Es folgte die propagandistische Auseinandersetzung mit den Mustali-Ismailiten des Jahres 1122/23. Im Mai 1124 erkrankte Hasan. Erst auf dem Sterbebett liegend hatte er vor seinem Tod in der Nacht zum 23. Mai 1124 (6. Rabīʿ ath-thānī 518 AH) die Nachfolge über die Führung der Nizariten geregelt. Seine eigenen zwei Söhne hatte er überlebt, weil er selbst einst deren Exekution befohlen hatte. Den einen weil dieser sich die Gebote Gottes verletzend dem Weingenuss hingegeben hatte, den anderen weil er diesen irrtümlich des Verrats an ihm und dem Imam verdächtigt hatte. Neben den Söhnen wird Hasan auch als Vater mehrerer Töchter genannt, die er mit ihrer Mutter nach 1100 nach Gerdkuh schickte, wo sie ein einfaches Leben führten. So bestimmte Hasan seinen langjährigen Vertrauten Kiya Buzurg-Umid, den Eroberer von Lamassar, zum neuen Führer der Schia unter weiterem Verbleib des Imamats in der Verborgenheit. Laut einem Redakteur seiner Autobiografie habe Hasan-i Sabbah bis zu seinem Tod ein Leben in strengster Askese, Frömmigkeit und Gottesfurcht geführt. Bestattet wurde er in einem eigens für ihn errichteten Mausoleum in der Nähe von Alamut, das zu einem viel besuchten Wallfahrtsort seiner Schia avancierte, bis es 1256 von den Mongolen zerstört wurde.

## Schriftlicher Nachlass
Für einen schiitischen Kleriker nicht ungewöhnlich, war Hasan-i Sabbah für sein schriftstellerisches Schaffen bekannt und soll bei seinem Tod ein umfangreiches literarisches Œuvre hinterlassen haben. Dieses Werk ist im Original nicht auf die Nachwelt übergekommen, war doch gerade das nizaritisch-ismailitische Schrifterbe als Produkt einer als Häresie anerkannten Lehre regelmäßiger Vernichtungswellen anheimgefallen. Besonders nach dem Fall von Alamut im Jahr 1256 durch die Mongolen wurde deren für ihren großen Bücherbestand bekannte Bibliothek einer gründlichen Durchsicht unterzogen, worauf im Anschluss alle als ketzerisch deklarierten Schriften vernichtet wurden.
Verantwortlich dafür hatte sich der Sekretär der Mongolenherrscher Ata al-Mulk Dschuwaini (gest. 1283) gezeichnet, der ein überzeugter Sunnit war und der sich dem Untergang des Ketzerstaates von Alamut in seinem eigenen Werk „Die Geschichte des Welteroberers“ (Tāriḫ-e Ǧihān-gušā) in seinen letzten Kapiteln ausführlich gewidmet hat. Dabei auf die Geschichte des Ismailitentums näher eingehend, hatte Dschuwaini ganze Passagen aus der Autobiografie des Hasan-i Sabbah in sein Werk übernommen, die den Titel „Die Abenteuer unseres Herrn“ (Sar-guzašt-e Sayyidnā) trug und in Farsi geschrieben war. Auch die Abfassung persönlicher Viten war und ist in schiitischen Kreisen allgemein verbreitet. Sie dienen der Herausstellung eigener Verdienste um die Schia und der Dokumentation der ideologischen Nähe zum Imam. Nach Dschuwaini hatte auch dessen Schüler Raschid ad-Din (gest. 1318) noch die Gelegenheit gehabt, die Autobiografie zu lesen und in seiner „Summe der Chroniken“ (Ǧāmiʿ at-tavārīḫ) zu zitieren, hier sogar noch ausführlicher als bei seinem Lehrer. Da beide Autoren als Anhänger der Sunna der Person des Missionars und der von ihm geführten Schia nicht unvoreingenommen gegenübergestanden haben, muss offenbleiben, inwiefern sie bei der redaktionellen Bearbeitung seiner Vita für ihre Werke Veränderungen daran vorgenommen haben. Ein Vergleich kann nicht mehr angestellt werden, da das Originalwerk nicht erhalten ist. Ein dritter Autor der die Vita ausführlich zitierte ist Kaschani (gest. 1337) in seiner „Quintessenz der Chroniken“ (Zubdat at-Tavārīḫ). Ihre Werke stellen damit die Hauptquelle für die Biografie des Hasan-i Sabbah dar. In allen Fällen ist unsicher, inwiefern die Kopisten vom selben Manuskript abgeschrieben haben.
Die drei persischen Autoren kannten auch das in Farsi verfasste theologische Traktat „Die vier Kapitel“ (al-Fuṣūl-e arbaʿa), das nur noch in Fragmenten zitiert im „Buch der Gruppierungen und Glaubensrichtungen“ (Kitāb al-milal waʾl-niḥal) des asch-Schahrastani (gest. 1153) erhalten ist, das um 1127 geschriebenen wurde. In dieser Schrift werden ismailitische Glaubensinhalte detailliert erläutert. Da sie für deren Vermittler als spiritueller Wegweiser dienen sollte, wird hinter ihrer Autorenschaft die damalige über ihnen stehende klerikale Führerfigur Hasan-i Sabbah vermutet.
Als gesichert gilt Hasans Autorenschaft auf ein an Sultan Malik Schah I. adressierten und zwischen 1083 und 1092 zu datierenden Brief, der als Antwortschreiben auf eine Anfrage des Sultans die religiösen Anschauungen des Autors verteidigt und vor allem den gegen ihn erhobenen Vorwurf der Propagierung einer neuen Religion zurückweist. Hier beschriebene persönliche Angaben, wie eine Reise nach Ägypten und Auseinandersetzung mit dem Wesir Badr al-Dschamali, weisen auf Hasan-i Sabbah als Autor hin.

## Rezeption
Die britische Space-Rock-Band Hawkwind beschäftigte sich in ihrer Komposition Hassan I Sabbah mit der mittelalterlichen Legende. Das Stück befindet sich auf der B-Seite ihres 1977er Albums Quark, Strangeness and Charm.
Der US-amerikanische Musiker und Komponist Bill Laswell vertonte unter dem Pseudonym Hashisheen die Geschichte der Assassinen unter Führung von Hassan-i Sabbah bzw. Raschid ad-Din Sinan. Das Album erschien 1999 unter dem Titel The End of Law. Prominente Mitwirkende sind Iggy Pop, Anne Clark, Jah Wobble, Jaki Liebezeit und William S. Burroughs.